# Gu (vase)

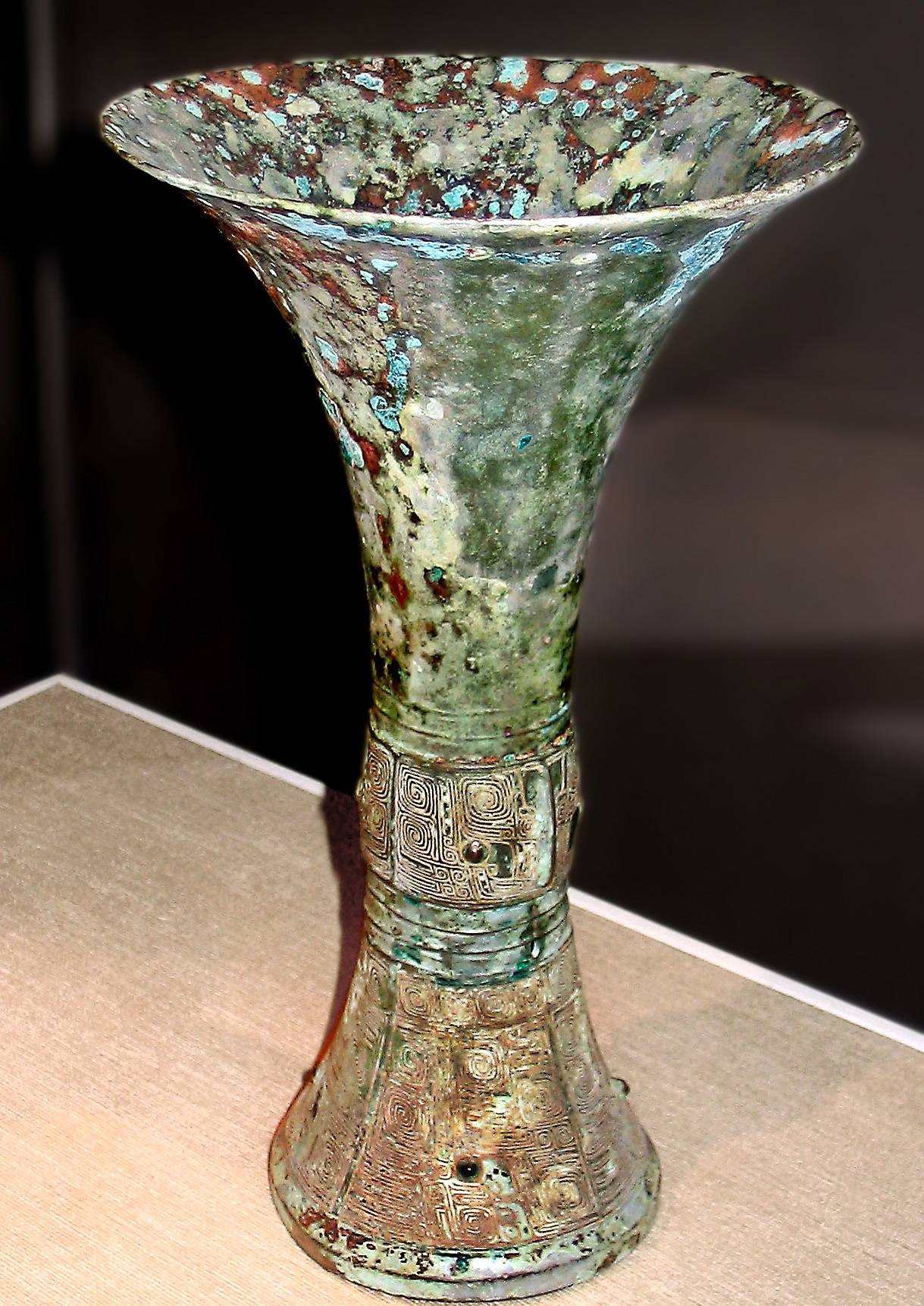
Gu, Dynastie Shang, Arthur M. Sackler Gallery, Washington, D.C.

Un gu (en chinois 觚) est un gobelet en bronze chinois servant à boire du vin dans les dynasties Shang et Zhou. Sa surface est souvent décorée avec des motifs taotie.